# Picard River
Picard River är ett vattendrag i Dominica.   Det ligger i parishen Saint John, i den nordvästra delen av landet, 30 km norr om huvudstaden Roseau.